# کولونگا زووتکی
کولونگا زووتکی (به لهستانی:  Kolonia Złotki) یک روستا در لهستان است که در گمینا سادوونه واقع شده‌است.